# Шиферець
Ши́ферець (Lophospingus) — рід горобцеподібних птахів родини саякових (Thraupidae). Представники цього роду мешкають в Південній Америці.

## Види
Виділяють два види:
- Шиферець болівійський (Lophospingus griseocristatus)
- Шиферець масковий (Lophospingus pusillus)

## Етимологія
Наукова назва роду Lophospingus походить від сполучення слів дав.-гр. λοφος — чуб і σπιγγος — в'юрок.